# Tonus finalis
Tonus Finalis, finalis (łac. końcowy) to w skalach kościelnych dźwięk, na którym utwór się kończy. Jest dźwiękiem podstawowym, wspólnym dla danej skali autentycznej jak i wywodzącej się z niej plagalnej. Jego odpowiednikiem w skalach systemu dur-moll (który powstał ze stopniowego przekształcania skal kościelnych) jest tonika.